# Clathurella
Clathurella is een geslacht van weekdieren uit de klasse van de Gastropoda (slakken).

## Soorten
- Clathurella aubryana (Hervier, 1896)
- Clathurella capaniola (Dall, 1919)
- Clathurella crassilirata E. A. Smith, 1904
- Clathurella eversoni Tippett, 1995
- Clathurella extenuata (Dall, 1927)
- Clathurella fuscobasis Rehder, 1980
- Clathurella leucostigmata (Hervier, 1896)
- Clathurella maryae McLean & Poorman, 1971
- Clathurella perdecorata (Dall, 1927)
- Clathurella rava (Hinds, 1843)
- Clathurella rigida (Hinds, 1843)
- Clathurella subquadrata (E. A. Smith, 1888)